# Le voyage dans la lune (opera)
Le voyage dans la lune ("De reis naar de maan") is een grootse en komische sprookjesopera (opéra-féerie) / operette uit 1875, die oorspronkelijk in het Théâtre de la Gaîté te Parijs werd uitgevoerd. Het stuk bestaat uit vier akten en drieëntwintig scènes en wordt begeleid door muziek van Jacques Offenbach. Het Franstalige libretto is van Albert Vanloo, Eugene Leterrier en Arnold Mortier.
Het stuk is een vrolijke en absurdistische parodie op Jules Verne's romans De la Terre à la Lune uit 1865 en Voyage au centre de la terre uit 1864. Het is tevens een parodie op de wereld in die tijd. Terwijl sommige onderwerpen nog steeds actueel zijn, werd de satire in de loop van de tijd aangepast aan de actualiteit.

## Geschiedenis

### Voorgeschiedenis
De maan, het reizen naar de maan en maanbewoners houden de mensheid al lang bezig. Plutarchus (46-120 AD) veronderstelde in zijn De facie in orbe Lunae dat de maan mogelijk bewoond werd door wezens waarvoor de atmosfeer geschikt zou zijn. Andere scenario’s die in zijn boek geopperd worden zijn dat geesten van gestorven aardlingen zich op de maan vestigden, en dat geesten in afwachting van vereniging met nieuwgeboren aardlingen op de maan wachten.
De Griekstalige Romeinse schrijver Lucianus van Samosata (125 – 180 AD) was mogelijk de eerste die science fiction schreef. In zijn satirische werk Ware verhalen beschrijft hij een oorlog tussen maankoning Endymion en zonnekoning Phaethon, waarbij de legers van beide koningen vreemde hybride wezens bevatten. In dat verhaal beschrijft Lucianus bovendien het leven op de maan en hoe deze afwijkt van die op aarde.
Francis Godwin beschreef in 1638 een utopie in de ruimte middels zijn The Man in the Moone. Cyrano de Bergeracs Histoire comique des États et Empires de la Lune (ca 1650) had een verhaallijn dat hieraan parallel liep: De hoofdpersoon, vergelijkbaar als die in het voorgaande werk, vindt een machine uit waarmee hij naar de maan reist, alwaar hij een andere samenleving van mensen en dieren ontdekt. Hij draait de zaken al om, zoals Offenbach dat later ook zou doen: de maanbewoners zien onze Aarde als de maan.
Van Christiaan Huygens werd postuum Cosmosthereos gepubliceerd, een verhandeling waarin hij over het bestaan van buitenaards leven speculeerde. In een tijd dat dergelijke gedachten gevaarlijk waren omdat ze potentieel in strijd met de leer van de kerk waren, kan Huygens hiermee als de eerste (wetenschappelijke) ambassadeur van buitenaards leven beschouwd worden. Met de ontwikkeling van wetenschap en technologie kwam sowieso een beter begrip van het heelal en leidde het tot de ontplooiing van nieuwe esthetische muzikale uitingen.
Bergeracs tekst werd ruim een eeuw later door Joseph Haydn gebruikt in de opera Il mondo della luna (1777). Deze opera zou een voorloper zijn van de fascinatie voor ruimtevaartreizen die weer een kleine eeuw later uitbrak: in de jaren rond 1860 kwam de ruimtevaart in de belangstelling en werd hierover door verschillende schrijvers gepubliceerd.
De beroemde baron von Munchhausen claimde twee keer een maanreis gemaakt te hebben.

### Le voyage dans la lune
Op 12 juni 1872 kondigt de krant Le Figaro een fantastisch toneelstuk in twaalf bedrijven aan voor het einde van dat jaar. Het project faalt echter. Een gelijknamig stuk werd wel aangeboden aan Jaques Offenbach, die toen directeur was van Théâtre de la Gaîté. Wegens de hoge kosten gaat hij er niet mee verder. Als later Albert Vizentini de directeur is, gaat die er wel mee verder. Jaques Offenbach is er dan alleen nog als componist bij betrokken. Wellicht geïnspireerd door de aandacht die in die tijd aan ruimtevaartreizen werd besteed, componeerde Offenbach van het verhaal een opera(-féerie): het is geïnspireerd op het verhaal van Verne, De la Terra á la lune. Hoewel het verhaal van Verne fictief is, diende zowel deze en Offenbachs opera destijds ter reflectie van en inspiratie voor echte ruimtereizen.

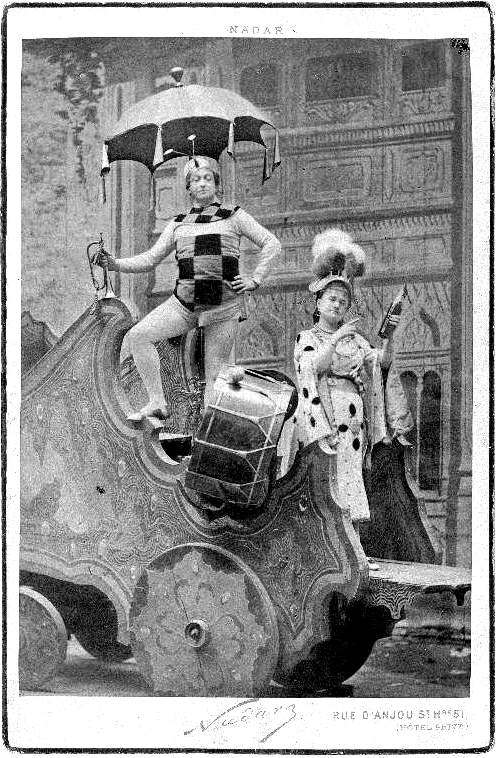
Christian Perrin als Koning Vlan en Zulma Bouffar als Prins Caprice. Hier als charlatans in de scene op de vrouwenmarkt.

De première vindt plaats op 26 oktober 1875 in het Théâtre de la Gaîté te Parijs. De gevel van het theater was voorzien van een enorm model van de maan. De directeur was trots op de volgens hem accurate reproductie, compleet met kraters.
Niets werd gespaard voor de enscenering. Voor deze megaproductie werden 24 majestueuze decors gebouwd door de heren Cornil, Fromont en Cheret. Het zijn replica's van het observatorium te Parijs, een hoogoven, een maanlandschap, een vulkaan, en originele architecturen zoals een glazen paleis en parelmoer galerijen. De 673 kostuums zijn ontworpen door Alfred Grévin. Er werd zelfs een dromedaris geleend uit een pretpark in Parijs. Er werd verder gebruikgemaakt van valluiken, speciale effecten en zelfs vuurwerk. De twee balletten zijn gearrangeerd door Justament. De hoofdrollen worden vertolkt door Zulma Bouffar (Prins Caprice, travestierol) en Christian (Vlan). De originele opvoering duurde minstens drie uur.
Le voyage dans la lune werd in de periode van 1875 tot 1876 zo'n 185 keer opgevoerd in Parijs. De Parijse kranten waren lovend, wat leidde tot nog meer bezoekers: het stuk werd van 31 maart 1877 tot de laatste voorstelling op 31 mei 1877 in Théâtre du Châtelet uitgevoerd. Na Parijs werd het stuk ook nog opgevoerd in Londen en Wenen. In Nederland was de première op 9 september 1876 in het nog steeds bestaande theater Frascati te Amsterdam; ook hier met "decoratiën", "kunstmatige verlichting", "machinerieën" en kostuums naar het Parijse voorbeeld.

### Latere uitvoeringen en bewerkingen
Vanwege de enorme organisatie en hoge kosten hebben er na 1877 maar weinig uitvoeringen plaatsgevonden. Als het werk al uitgevoerd werd, was het vooral in Frankrijk, al dan niet in (sterk) gewijzigde (goedkopere) vorm.
Georges Méliès, de bekendste pionier op filmgebied, liet zich inspireren door deze opera voor zijn beroemdste film, Le voyage dans la lune uit 1902: er zijn veel overeenkomsten tussen de film en de opera: zo zijn in de film ook het observatorium, de astronomen, de "raket", het lange kanon, en maanbewoners (seleniten, naar Selene de maangodin) te zien en is ook de film een parodie.
Eind 2022 ging er een Leeuwarden een Nederlandstalige productie met zes operazangers, zes instrumentalisten en drie acrobaten van BarokOpera in première, die tot begin 2024 door Nederland toerde.
In 2023 bracht de Opéra-Comique een productie van Le voyage dans la lune onder regie van Laurent Pelly. Ook hier werd de satire aangepast aan de actualiteit, en zelfs aan de plaats van uitvoering en het publiek. De productie, waarin een hoofdrol was weggelegd voor de kinderkoren, was later dat jaar in een uitvoering van de Nationale Opera van Griekenland en, in een Duitse vertaling, in de Volksoper in Wenen te zien. Een jaar later toerde er een productie van regisseur Olivier Fredj langs verschillende Franse operahuizen.

## Verhaallijn
Het volledige verhaal is in detail op diverse sites te lezen.
Hieronder volgt een synopsis, verdeeld in aktes en scenes. Deze worden voorafgegaan door een ouverture waarin door koperblazers een motief wordt gespeeld dat een ruimte-effect suggereert. Hierop volgen o.a. liederen, balletmuziek, dansen met vaak stimulerende ritmes, een fanfare, een madrigaal, en een aantal melodrama's.

### Eerste akte
Eerste scène: Prins Caprice

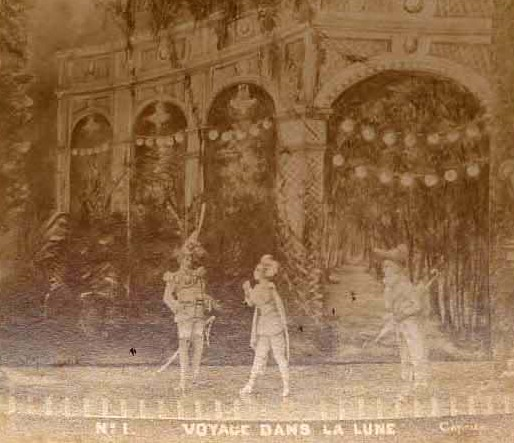
Prins Caprice

Prins Caprice heeft de wereld rondgereisd om zijn opleiding te voltooien, en wordt feestelijk onthaald bij het koninklijk paleis. Hij moest van zijn vader mannen leren kennen, maar hij geeft toe dat hij vooral vrouwen heeft ontmoet. Hij geniet van zijn vrijheid. Hij wil daarom niet trouwen, noch zijn vader, Koning Vlan, als koning opvolgen. Vlan is verbijsterd door de weigering. Op dat moment verschijnt de maan en de prins besluit dat hij naar de maan wil omdat hij de wereld al kent. Koning Vlan vindt het onzin. Maar als de prins voet bij stuk houdt, vraagt hij de beste wetenschapper van het land, Microscoop, om raad. Deze neemt ze mee naar het observatorium.
Tweede scène: Het observatorium
Het is mijn eer om zonder tot conclusies te komen een hypothese te formuleren met de stelling dat het niet onmogelijk is wat mogelijk is, maar dat het onmogelijke mogelijk is.
Na veel bureaucratische rompslomp worden ze binnengelaten.
De stokoude astronomen bij de enorme telescoop dralen met hun advies, en willen een commissie instellen. Dat duurt de prins allemaal veel te lang, en hij beveelt dat er op straffe van het ontslag van de astronomen en Microscoop binnen acht dagen een oplossing gefabriceerd moet zijn.
Derde scène: De smederij

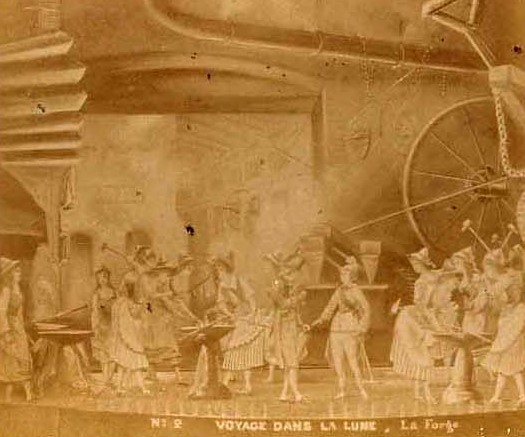
De smederij

Acht dagen later komen de koning, de prins en de professor de oplossing bekijken in de smederij. Het is een capsule, die afgevuurd gaat worden door het grootste kanon aller tijden. Het kanon is 20 lieues lang, gaat over steden en dorpen, en het uiteinde rust op een berg. Microscoop wordt gedwongen mee te gaan omdat hij de uitvinder is. Op verzoek van prins Caprice gaat ook de koning mee.
Vierde scène: Het vertrek

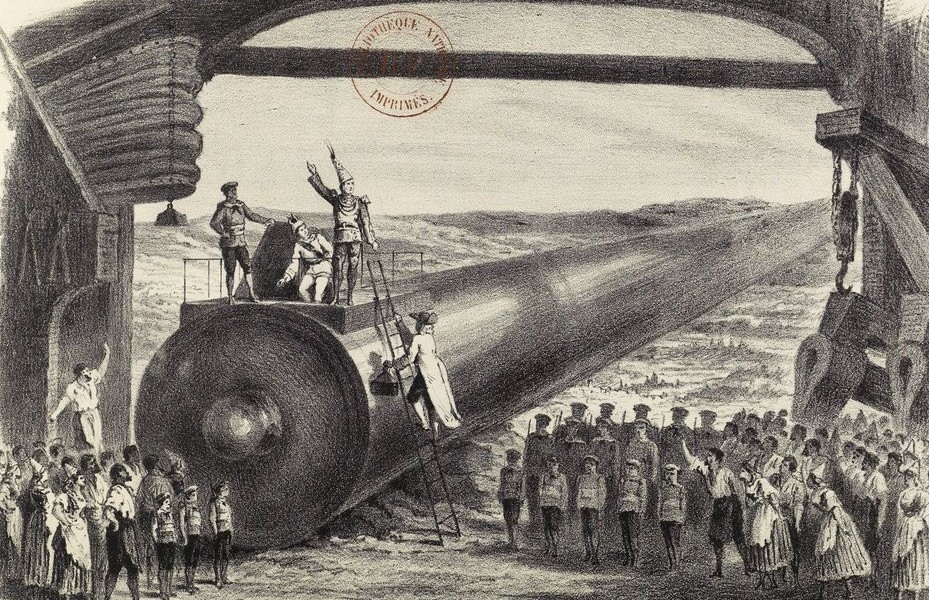
Het kanon

Ze begeven zich naar het kanon. Ze gaan de capsule in met veel proviand, met name een kist met appels. Met een gigantische knal wordt de capsule gelanceerd. De talrijke omstanders worden omver geblazen.

### Tweede akte
Vijfde scène: De maan.
De maan verschijnt geleidelijk met mysterieuze stemmen en vreemde bouwwerken.
Zesde scène. De aankomst

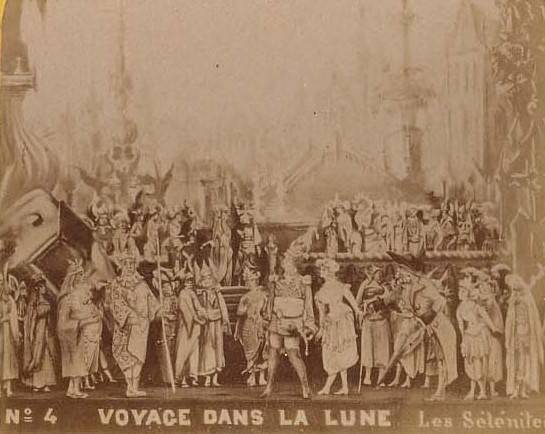
De Seleniten

De maan blijkt bewoond te worden door diverse vreemde wezens. De maanbewoners (selenieten) kijken bezorgd naar het onbekende voorwerp, dat zij al vier dagen zien naderen. Ze vrezen dat dit het einde van de maan betekent, en dat de aardbewoners komen om hen uit te roeien. Cosmos, de koning van de maan, en zijn adviseur Cactus komen er bij. Cosmos stelt de bevolking gerust, want zijn beste wetenschappers hebben toch vastgesteld dat de aarde onbewoond en onleefbaar is. Prompt klinkt er een fluitend geluid, gevolgd door een enorme knal. In paniek slaan de maanbewoners op de vlucht. 

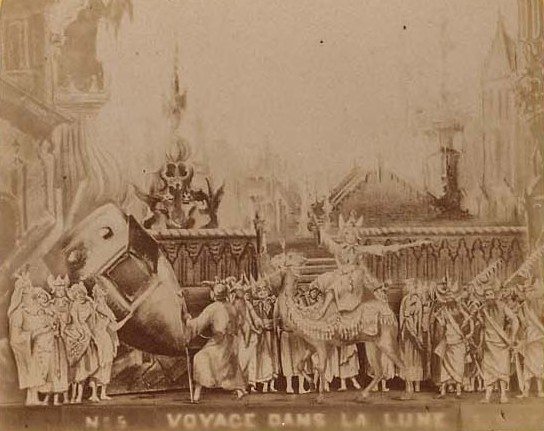
Cosmos op dromedaris

Die knal was van de landende capsule. Als de rook is opgetrokken opent Vlan het luik en komt hij naar buiten, gevolgd door de anderen. Ze bekijken de omgeving. Omdat de maanbewoners zich nog schuilhouden en het donker is, zijn de aardlingen er nog steeds van overtuigd dat de maan onbewoond is. De aardse wetenschappers hadden immers vastgesteld dat de maan onleefbaar is. Maar dan ziet de prins de contouren van een stad. Ondertussen durven de maanbewoners tevoorschijn te komen, en zoeken voorzichtig contact. Koning Cosmos vraagt waar de bezoekers vandaan komen. Het antwoord bevalt hem niet, maar uiteindelijk kunnen ze hem overtuigen. Hij vindt de bezoekers echter brutaal en laat ze boeien.
Hierop verschijnen zijn vrouw Popotte en zijn dochter Fantasia. Spoedig krijgt Fantasia medelijden met de geboeide bezoekers en vraagt haar vader hun vrijlating. Omdat ze jarig is stemt hij in en ze mogen mee naar het paleis.
Zevende scène: Het glazen paleis
De twee koningen spreken elkaar. Het verbaast Cosmos dat Vlan een gelukkige en geliefde koning is. Zelf vindt hij het maar saai. Hij is met tegenzin koning, want hij werd gedwongen, omdat hij de zwaarste is. Hij heeft nooit rust, temeer omdat alles van glas is opdat voorbijgangers op straat kunnen zien of de koning wel bezig is met staatszaken.
Achtste scène: Galerijen van Parelmoer
Prins Caprice wordt op slag verliefd op Fantasia. Maar als hij haar benadert, begrijpt ze niets van zijn bedoelingen. Op de maan bestaat namelijk geen liefde; het wordt hooguit als een ziekte gezien. Vlan en Microscoop geloven dit verhaal van de prins niet, maar als ze het aan Cosmos vragen gebiedt hij ze te zwijgen. Hij heeft erover gehoord van geleerden; het schijnt iets verschrikkelijks te zijn. Daarop vragen ze aan Cosmos waar de kinderen dan vandaan komen. Hij vertelt dat die gewoon opgehaald kunnen worden, heel ver weg op de maan, waar bewoners zijn die daar in gespecialiseerd zijn. Cosmos zelf komt er dus ook vandaan.
Daarna komen alle vrouwen van het paleis tevoorschijn en is er een groot diner.
Negende scène: Het park
Prins Caprice is depressief omdat Fantasia niet in staat is van hem te houden. Hij overweegt zichzelf om te brengen, maar doet uiteindelijk niets. Dan komt Fantasia, die hem zocht. Hij geeft haar een appel, wat iets nieuws voor haar is. Door die appel te eten wordt ze toch verliefd op Caprice. Na een tijdje krijgt Cosmos in de gaten dat de "liefdesziekte" is uitgebroken, en raakt overstuur.
Tiende scène: Dwalende schaduwen
De nacht treedt in en er zijn schaduwen te zien die over het toneel bewegen, elkaar lijken te zoeken en te omarmen. Ten slotte verdwijnen ze.
Elfde scène: De tuinen van Cosmos

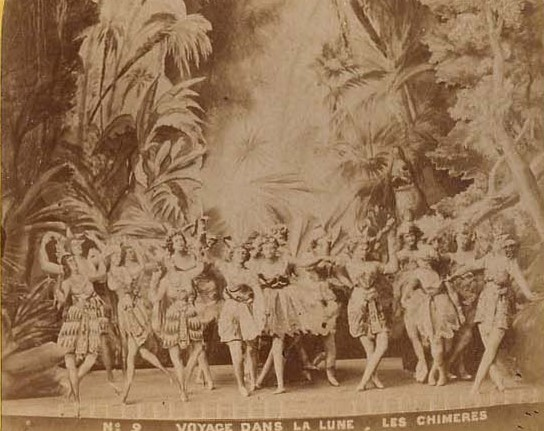
Het feeënballet

Een decor verschijnt dat schitterende tuinen van Cosmos voorstelt, met overal bloemen en stromend water. Een groot ballet van feeën vindt plaats.

### Derde akte
Twaalfde scène: Overleg
Fantasia is door Cosmos opgesloten wegens de gevreesde ziekte. Later komen Cosmos en Vlan. Cosmos heeft dokters ontboden, al is hij eigenlijk bang voor ze. Hij denkt dat ze ziektes overdragen. Hij is heel verbaasd dat Vlan daar anders over denkt. Uiteindelijk vluchten de dokters en Cosmos vreest daardoor verspreiding van de ziekte. Caprice en Fantasia komen weer samen en de prins vertelt dat hij Cosmos ook verliefd wil maken, want dan zijn ze van het probleem af. Maar Cosmos heeft er genoeg van en daarmee ook van Fantasia. Hij besluit haar te verkopen. Koning Vlan is verbijsterd. Maar op de maan is dat heel gewoon als je ontevreden bent. Fantasia vindt het vernederend, maar Caprice ziet een kans. Hij zal haar laten kopen.
Dertiende scène: De vrouwenmarkt

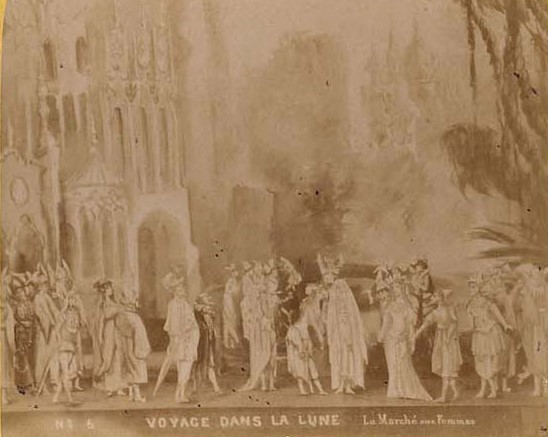
De vrouwenmarkt

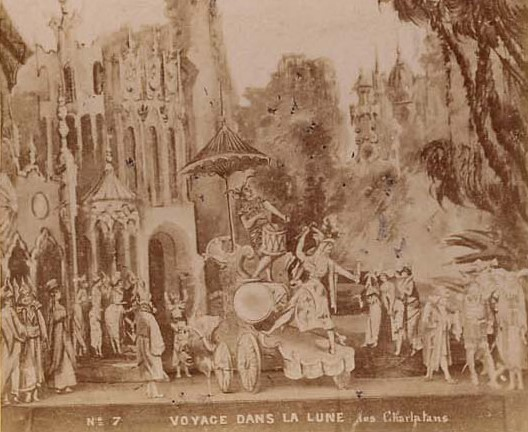
De charlatans (Vlan en Caprice)

Microscoop is er op uit gestuurd om Fantasia te kopen. Hij wordt echter dronken gevoerd, zodat hij zijn taak niet kan uitvoeren. Vlan en Caprice arriveren in vermomming en doen zich voor als verkoper van een wonderdrank, waarvan ze willen dat Cosmos het koopt. Het zou alleen een koning waardig zijn en uiteindelijk drinkt Cosmos het. Het is appelcider, en omdat Cosmos geen alcohol kent, denkt hij vergiftigd te zijn. Fantasia wordt aan de handelaar Quipasseparla verkocht.
Veertiende scène: Het land van de dikbuikigen
Quipasseparla komt met al zijn vrouwen bij een herberg in een landschap waar alles rond en dik is.
Door de drank is Cosmos voor het eerst verliefd, en wel op zijn vrouw. Ze rennen achter elkaar aan. Popotte is echter verliefd op Microscoop en achtervolgt hem op haar beurt. Vlan en Caprice komen ook bij de herberg aan. Even later hoort Caprice de stem van Fantasia en spoedig zijn ze weer samen. Quipasseparla staat Fantasia af. Maar wegens de "vergiftiging" en de liefdes-ziekte wil Cosmos zich wreken op de aardlingen. Cosmos komt met bewakers aan bij de herberg, en iedereen moet naar buiten komen. Vlan en Microscoop zijn er gloeiend bij. Maar er is geen tijd voor conflicten, want de zomer is voorbij; er valt reeds een dik pak sneeuw en de temperatuur keldert - de maan zou maar twee seizoenen kennen.
Vijftiende scène: 50 graden onder nul

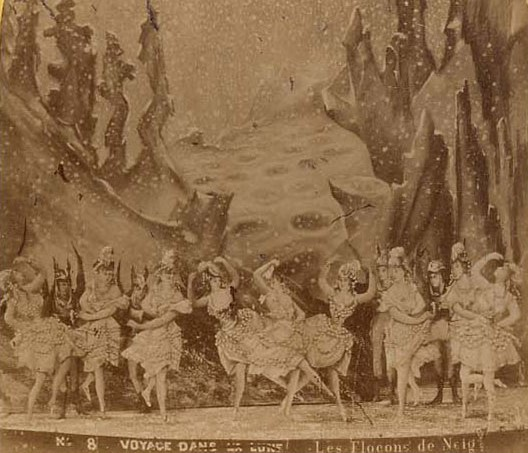
Ballet der sneeuwvlokken

In een maanlandschap met gletsjers wordt een groot ballet der sneeuwvlokken uitgevoerd.

### Vierde akte
Zestiende scène: Een veld met appelbomen
Cosmos houdt de drie gearresteerde aardlingen verantwoordelijk "voor al het kwaad". Ze worden naar de rechtbank gebracht.
De drie beklaagden worden voorgeleid. Vlan stelt voor het op te lossen door Caprice en Fantasia te laten trouwen. Cosmos vindt dit zeer ongepast, en de jury barst in lachen uit. De aardlingen willen een advocaat. Dat kan, zegt Cosmos, doch er is maar één en ze kennen hem al. Het is namelijk Cactus, de adviseur van Cosmos. Hij begint de verdediging, en spreekt meer dan ooit tevoren. Hij verklaart hen onschuldig. Helaas blijkt dat Cactus ook de aanklager is. Hij verklaart hen schuldig. Uiteindelijk geeft Cosmos toe dat alles al besloten is; hij geeft ze het document waar alles zwart-op-wit staat. Maar de doodstraf bestaat niet op de maan. Daarom worden ze veroordeeld tot vijf jaar in een niet-actieve vulkaan, "zonder enige vorm van voedsel".
Zeventiende scène: De ijsgrot
Bovenop de vulkaan is een grote hijs-installatie gebouwd, zodat de veroordeelden met een grote mand omlaag kunnen. Cosmos vergezelt hen in de mand.
Achttiende scène: De krater
Eenmaal geland in de krater neemt Cosmos afscheid en schreeuwt om omhoog getrokken te worden. Maar het touw valt: het is doorgesneden door Popotte die boos op Cosmos is omdat hij haar relatie met Microscoop afkeurde. Cosmos zit dus met de veroordeelden vast in de krater.
Plots komt Fantasia tevoorschijn, die zich in de mand verstopt had omdat ze met Caprice wil sterven.
Cosmos belooft de groep genade te geven als ze uit de krater weten te komen en ze gaan op zoek naar een uitweg.
Negentiende scène: In de vulkaan
Terwijl ze zoeken, wordt het steeds luidruchtiger in de vulkaan. Cosmos verzekert Vlan dat de vulkaan nooit actief was, maar even later worden ze met opkomende lava geconfronteerd. Het begint te rommelen en ze vluchten van het toneel.
Twintigste scène: Uitbarsting
Het hele theater wordt gevuld met vuur en rook. Microscoop wordt door een explosie weggeslingerd, terwijl Vlan en Cosmos een uitweg zoeken. De lava loopt het toneel op.
Eenentwintigste scène: Asregen
Er ontstaat een dikke rook en uiteindelijk is er niets meer te zien.
Tweeëntwintigste scène: Op de top van de vulkaan na de uitbarsting
De rook verdwijnt, de top wordt zichtbaar, en een majestueus rijzende aarde komt in beeld.
De groep is verspreid neergekomen. Ze zijn bewusteloos, maar komen al snel bij. De karakters blijken op de top van de vulkaan geland te zijn en zijn dus uit de krater gekomen. Cosmos houdt zijn woord en laat ze vrij.
Drieëntwintigste scène: Het aardelicht

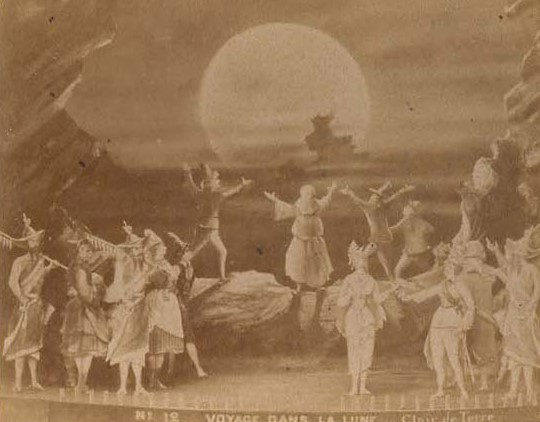
Aardelicht

De aarde is nu geheel te zien, iedereen verzamelt zich op het toneel, alwaar de aarde wordt bezongen.

## Rolverdeling

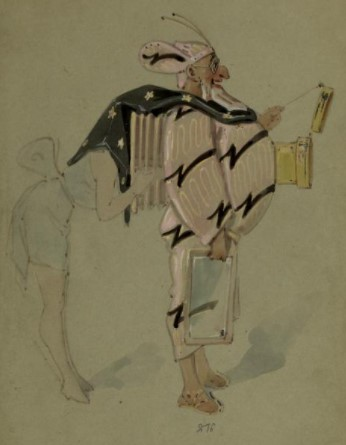
Seleniet fotograaf

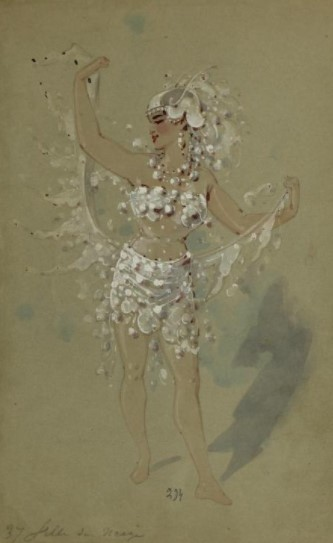
Seleniet sneeuwdanseres

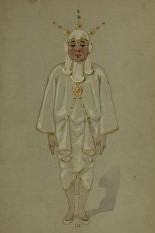
Maanminister

Hieronder volgt een niet-uitputtelijke lijst van rollen zoals toegewezen in de eerste twee theaters waar Le Voyage dans la lune werd opgevoerd. De toegewezen namen zijn veelal komische verwijzingen naar de functie of karakter van de personages.
| Rol                                  | Acteur in théâtre de la Gaîté | Acteur in théâtre du Chatelet |
| ------------------------------------ | ----------------------------- | ----------------------------- |
| Koning Vlan                          | Christian                     | Christian                     |
| Koningin Popotte                     | Adèle Cuinet                  | Marcelle                      |
| Prins Caprice                        | Zulma Bouffar                 | Zulma Bouffar                 |
| Microscoop, professor                | Pierre Grivot                 | Guillot                       |
| Cosinus, astronoom                   | Étienne Scipion               | Jacquier                      |
| Phichipsi, astronoom                 | Colleuille                    | Colleuille                    |
| Rectangle, astronoom                 | Jules Vizentini               | Guimier                       |
| Omega, astronoom                     | Mallet                        | Auguste                       |
| Coefficient, astronoom               | Chevalier                     | Prudhomme                     |
| A-Plus-B, astronoom                  | Henry                         | Panot                         |
| Parabas, bode                        | Legrenay                      | Beuzeville                    |
| Cosmos, maankoning                   | Tissier                       | Tissier                       |
| Prinses Fantasia                     | Noémie Marcus                 | Lynnès                        |
| Cactus, adviseur van Cosmos          | Laurent                       | Courtès                       |
| Quipasseparla ("wie kwam er langs?") | Habay                         | Habay                         |
| Bewaker                              | É. Scipion                    | Jacquier                      |
| Dichter                              | Chevalier                     | Chevalier                     |
| Smid                                 | Barsagol                      | Thuillier                     |
| Grosbedon, herbergier                | Chevalier                     | Prudhomme                     |
| Slavenhandelaar                      | Van-de-Gand                   | Gillot                        |
| Flamma                               | Blanche Méry                  | Noel                          |
| Adja                                 | Maury                         | Géron                         |
| Phoebe                               | Dareine                       | Lévy                          |
| Stella                               | Davenay                       | Alice Régnault                |
| Smid                                 | Z. Bied                       | Rébecca                       |
| Hyperba                              | Baudu                         | Durand                        |
| Microma (of Ita)                     | Blount                        | Capiglia                      |

## Uitvoeringsvarianten
Er zijn twee lange filmopnames - in het Frans en in het Duits - op YouTube, maar die wijken sterk af van het origineel. De Franse opname uit 1985 is wellicht de meest correcte, omdat die in de stijl van 1875 is. Deze duurt bijna 3 uur, en dan zit nog niet eens het hele verhaal er in. Het einde is nogal anders dan in het originele libretto. Zo laat in deze uitvoering Cosmos de aardlingen toch vertrekken, en Cosmos, Fantasia, Popotte en Cactus gaan ook mee naar de Aarde. De muziek in dit deel is deels vermoedelijk geleend uit een andere compositie. Op Aarde zijn ze er inmiddels van overtuigd dat Vlan, Caprice en Microscoop nooit meer terug zullen keren. Juist tijdens de herdenking landt de capsule met een grote knal. Nadat de mensen van de schrik bekomen zijn, stappen de inzittenden uit en worden de maanbewoners voorgesteld. Hierop wordt tot slot uitgebreid feest gevierd. De Duitse uitvoering is naar voorbeeld van de Franse uitvoering uit 1985 op You Tube, maar anders, goedkoper, en duurt slechts 2 uur en 10 minuten.

## Jules Verne en Jacques Offenbach
Verne en Offenbach kenden elkaar en beïnvloedden elkanders werk. Wellicht hadden ze waardering voor elkaars werk, waarbij Verne een meester was in het schrijven van ironische teksten en Offenbach schitterde in politieke en sociale satire.
Er werd gedacht dat de opera Le voyage dans la lune ook van Vernes hand was en die indruk werd versterkt door gelijkende tekeningen van met name Verne's kanon die in advertenties voor de opera werden gebruikt. Dit was echter niet het geval.
Verne zou zich op een gegeven moment hebben geërgerd aan de opera Le voyage dans la lune vanwege de overeenkomsten met zijn werk. Toch is de uitwerking bij Offenbach wezenlijk anders. Enige verschillen met de boeken van Jules Verne:
- Terwijl in de opera alleen Fransen voorkomen, speelt in het boek de hele voorbereiding zich af in Amerika en is er maar één Fransman bij betrokken.
- Het kanon in Amerika is een soort mortier, dat rechtop in een enorme kuil staat. In de opera is het een veel langer en diagonaal kanon.
- De financiering is in het boek een heel probleem; in de opera komt het wel even ter sprake dat het veel geld kost, maar speelt geld verder geen rol.
- In de boeken is geen landing op de maan; in de opera wel.
- In de boeken komen geen astronomen, koning, prins, en maanbewoners voor.

Verne heeft uiteindelijk geen klacht ingediend, waarschijnlijk omdat de kans van slagen uiterst klein was. Het auteursrecht stond toen in de kinderschoenen; bovendien worden abstracte denkbeelden of ideeën niet auteursrechtelijk beschermd. Later gaf Verne wel toestemming aan Offenbach voor de bewerking van zijn verhaal Une fantaisie du docteur Ox tot opera. Hij zou zelfs meegewerkt hebben aan het libretto.

## Recensies
De tekst van Le Voyage dans la lune is humoristisch, maar maakt volgens Van den Brandhof geen sterke indruk. Dezelfde recensent vindt de muziek van Offenbach geslaagd. Hoewel het werk weinig bekendheid geniet, hoort het volgens hem tot de betere operettes van Offenbach. De karakterisering van de hoofdpersonen is volgens hem niet altijd zo sterk, maar boeit de afwisselende muziek voldoende om de aandacht vast te houden.
Een recensie van een uitvoering in Londen beschrijft de muziek als "door en door Offenbachiaans - dat wil zeggen dat er melodie in zit, helderheid (...), en dat ze niet geheel vrij is van alledaagsheid. Saaiheid is echter een onbekend woord in Offenbachs vocabulaire; en daarom is de huidige productie even plezierig en bezielend als elk ander werk dat we met zijn naam associëren".

## Varia

### Bekende citaten
- "L'air Scintille, diamant!" in de opera Les contes d'Hoffmann komt uit de opening van Le voyage dans la lune.[30]
- Prins Caprice verkondigt "ik ken heel Afrika, de Noordpool, Engeland, Amerika, en vooral Maison d'Or". Het laatste is een verwijzing naar Maison Dorée, een voormalig beroemd restaurant in Parijs.[31]
- De marktscène in de derde akte parodieert het gelijknamige nummer ('scène de la vente') uit Boieldieu's komische opera La Dame Blanche (1825), in het bijzonder de regel "Niemand zegt een woord?"

### Absurditeiten
Daar het om een absurdistische komedie gaat, zijn er veel dingen die helemaal niet kunnen. Enkele voorbeelden:
- Een kanon van genoemde lengte is irrealistisch en zeker niet in acht dagen te maken.

- De maan is natuurlijk echt onbewoond, maar de "aardse gedachte" wordt door de bedenkers omgedraaid: de maanbewoners denken juist dat de aarde onbewoonbaar is en dat de aardlingen kwade bedoelingen hebben. Ook dat is een omgekeerde gedachte, nog ver voor dat buitenaardsen en marsmannetjes een bekend begrip werden.
- Microscoop heeft stiekem een "zaktelegraaf" meegenomen naar de maan. Deze is met een draad van 96.000 lieues (ca. 384.000 km) lang met de aarde verbonden. Dit apparaat is geen verzinsel, maar de draadlengte is wel onrealistisch, en stiekem meenemen in een raket terwijl er een draad aan vast zit kan natuurlijk ook niet.[23]

- In het libretto komt de terugreis totaal niet aan de orde.

- Terwijl er niets kan groeien, wordt in het libretto beweerd dat planten op de maan zo snel groeien dat een tabaksplant "spontaan" een kant-en-klare sigaar "produceert".

### Overig
- Het Observatorium van Parijs dat in de decors van de eerste producties van de opera werd getoond, bestaat nog steeds. Het was gebouwd in 1671, maar werd in 1730, 1810, 1834, 1850 en 1951 uitgebreid.
- Het Théâtre de la Gaîté bestaat nog steeds, maar is allang niet meer als zodanig in gebruik. Het heet nu Gaîté Lyrique.[32]
- Het verblijf in een krater van een vulkaan lijkt fantasie, doch is dat wellicht niet. Want volgens de overlevering verbleef Spartacus en zijn leger een tijdje in de Vesuvius, die toen al gedoofd was.[33]